# Dan Vizanty
Dan Valentin „Mon Cher” Vizanty (n. 9 februarie 1910, Botoșani – d. 12 noiembrie 1992, Paris) a fost un pilot militar român care a luptat în al Doilea Război Mondial, impunându-se ca unul dintre așii aviației de vânătoare române.

## Carieră militară
Vizanty s-a distins inițial pe Frontul de Est, în calitate de comandant al Escadrilei 43 de Vânătoare. A fost decorat cu Ordinul „Virtutea Aeronautică” de Război cu spade, clasa Crucea de Aur (11 octombrie 1941), pentru că „a executat 25 misiuni de războiu în fruntea escadrilei sale. A participat la numeroase lupte aeriene, dovedindu-se a fi un emerit pilot și în același timp un bun comandant”, clasa Crucea de Aur, cu prima și a doua baretă (20 februarie 1942) deoarece „în calitate de șef de patrulă și comandant de Escadrilă, a doborît un avion inamic de vânătoare și unul de bombardament cu patrula sa. A fost un viu exemplu de curaj și spirit de sacrificiu. A executat 51 misiuni pe front.” și clasa Cavaler (1 iulie 1942) „pentru bravura cu care a condus escadr. 43, relevându-se ca un pilot de vânătoare de elită. A atacat la sol cu escadrila o unitate de A. c. A. inamică în sectorul Tighina, reducând-o la tăcere. În capul unei patrule de numai 3 avioane a susținut o luptă aeriană, în sectorul Dalnik cu 8 avioane inamice Rata. A doborât personal un avion inamic. A executat 52 misiuni pe front”.
A participat ulterior în luptele disproporționate duse  contra aviației de bombardament americane din vara anului 1944 pentru apărarea Capitalei și a zonei petroliere Ploiești, în calitate de comandant al Grupului 6 Vânătoare, dotat cu avioane de fabricație românească IAR 80.
În ultima parte a războiului, a comandat Grupurile 1 și 6 Vânătoare (reunite sub titulatura de Grupul 1 Vânătoare) în campania din vest contra Germaniei. Intrată în istorie, o convorbire telefonică între Vizanty și prietenul său, comandorul german Eduard Neumann (originar din Bucovina și cunoscător al limbii române) – care devenise între timp inamicul României, s-a dovedit a fi memorabilă:
„- Dragă Vizanty, într-o jumătate de oră, voi lansa un bombardament asupra Bucureștiului. Ce vei face?

- Ridic aviația de vânătoare.
- Te înțeleg, fiecare cu datoria sa.

- Nu există alternativă. Tristă realitate. Dacă ne ajută Dumnezeu, ne vom reîntâlni într-o zi pentru a evoca doar clipele fericite petrecute împreună.”—Convorbire purtată la 24 august 1944, orele 8.30 între Oberst Eduard Neumann,  Jagdabschnittsführer Rumänien și Căpitanul aviator Dan Vizanty, comandant al Grupurilor 1 și 6 de vânătoare
Până la sfârșitul războiului, Vizanty a acumulat 4.600 de ore de zbor și 43 de victorii personale, conform sistemului prevăzut de Statul Major al Aerului, ceea ce l-a plasat printre cei mai buni piloți de vânătoare din cel de-Al Doilea Război Mondial.

## Perioada comunistă și exilul în Franța
Locotenent-comandorul aviator Dan Valentin Vizanty a fost trecut în cadrul disponibil la 9 august 1946, în baza legii nr. 433 din 1946, și apoi, din oficiu, în poziția de rezervă la 9 august 1947. Regimul comunist l-a îndepărtat din armată, deoarece era cunoscut ca monarhist. Refuzând să-și denunțe propriile convingeri, în anul 1961 a fost condamnat la cinci ani de detenție și închis la Jilava, Gherla și Cluj, sentința fiind dată pentru „uneltire contra ordinii sociale“. Doi ani mai târziu a fost eliberat pe 17.01.1963, fiind grațiat prin decretul 5/63 C.S. semnat de Gheorghe Gheorghiu-Dej, și a revenit la domiciliul său din Strada Matei Basarab, din București.
Istoricul Gheorghe Median detaliază:
„Pentru comuniști, era un individ periculos. Era un erou de război, credibil și respectat în armată și chiar de populație. Circulau știri despre victoriile sale, iar despre eroismul lui erau pline revistele. Nu puteau să îl lase în pace, el fiind monarhist, fiu de boier și un om cu educație aleasă. Singura cale era discreditarea lui“.
Fostul comandor a fost nevoit să lucreze ca muncitor necalificat, locuind într-un apartament din București. Fiind considerat un "element periculos" pentru orânduirea socialistă, Ana Maria Vizanty își amintește cum angajații statului totalitar îi hăituiau și supravegheau tatăl: "A rămas fără nimic. I-au confiscat toată averea. Casa părintească de la Botoșani a fost dărâmată. A muncit în mai multe locuri. A fost recuperator de epave aviatice după război, muncitor agricol, angajat la Plafar, tehnician, muncitor în construcții, macaragiu“.
Salvarea pentru Vizanty a venit în 1968, când Charles de Gaulle, președintele Franței, aflat în singura sa vizită oficială pe teritoriul României, l-a întrebat, în mod oficial, pe Nicolae Ceaușescu despre soarta generalului regalist Paul Teodorescu și despre cea a asului aviației militare Dan Vizanty. Prin urmare, fostul pilot a fost ridicat în grabă de pe șantierul unde lucra, îmbrăcat în uniformă de comandor și prezentat președintelui Franței. Un istoric a sugerat că „De Gaulle a înțeles că ceva nu era în regulă. Nu a spus nimic, dar a luat legătura în Franța cu foștii aviatori și a fost pusă la cale salvarea lui Vizanty“. Prin urmare, în următorii ani, membrii unei organizației internaționale a piloților de vânătoare („Les Vieilles Tiges“), cu care Vizanty se împrietenise în timpul războiului, au încercat să îl aducă în Franța, însă pilotul român a refuzat, dorind în primul rând să asigure un trai decent pentru fiica sa în România. Cu toate acestea, în iunie 1977, Vizanty a fost chemat de primarul Parisului, Jacques Chirac, și de membrii Asociației Aeronautice Internaționale „Les Vieilles Tiges“, într-o misiune de cercetare pentru a întocmi o istorie a aviației europene. Fiica sa, Ana Maria, își amintește cum aceasta „a fost șansa lui. Avea 67 de ani și a plecat. Nu ne-a spus nimic, nici mie, nici mamei. Eram studentă la București. În felul acesta, nu aveau ce scoate comuniștii de la noi. A plecat și nu s-a mai întors niciodată“.
Ajuns în Franța, Vizanty a fost întâmpinat cu onoruri. Jacques Chirac i-a înmânat „Medalia de Argint“ a orașului Paris pentru meritele sale ca aviator. În mod întrucâtva ironic, salvarea sa de regimul comunist a fost determinată de foștii piloți împotriva cărora Vizanty a luptat în război. Asul român l-a reîntâlnit, cu această ocazie, și pe colonelul german Eduard Neumann, împreună cu care a băut o șampanie. Fiica comandorului își amintește cum, „deși a fost departe de țară, a promovat, prin presa vremii sau în diferite cărți despre aviație, România și aviația sa pe nedrept uitată. A primit o pensie de merit de la statul francez. M-am reîntâlnit cu tata în 1990, la Paris. Nu a mai fost bine primit în România. Nici nu era mulțumit de climatul politic, nici după 1990. Era dezamăgit și trăia melancolia regalistă a României“.

## In memoriam
La 6 februarie 2010, la Muzeul Aviației din București, a avut loc o ceremonie de omagiere a locotenent-comandorului aviator Dan Valentin Vizanty, la împlinirea a 100 de ani de la naștere. A fost prezentată și o colecție de fotografii și articole din presa vremii, care relatează cariera militară a acestuia.
La 8 octombrie 2014, cu ocazia împlinirii a 70 de ani de la luptele aeriene pentru apărarea Bucureștiului și a zonei petroliere Ploiești, Statul Major al Forțelor Aeriene a organizat, cu sprijinul Primăriei orașului Popești-Leordeni și al doamnei Ana Maria Vizanty, o ceremonie militară cu ocazia căreia a fost dezvelită o placă comemorativă dedicată Grupului 6 Vânătoare și locotenentului comandor aviator Dan Valentin Vizanty.

## Decorații
- Ordinul „Virtutea Aeronautică” de Război cu spade, clasa Crucea de Aur (11 octombrie 1941)[1]
- Ordinul „Virtutea Aeronautică” de Război cu spade, clasa Crucea de Aur cu prima și a doua baretă (20 februarie 1942)[2]
- Ordinul „Virtutea Aeronautică” de război cu spade, clasa Cavaler (1 iulie 1942)[3]
- Semnul Onorific de 25 ani serviți efectiv în Armata Română (6 octombrie 1944)[14]